# میلانلو علیا
میلانلو علیا روستایی در دهستان جیرستان بخش سرحد شهرستان شیروان استان خراسان شمالی ایران است.

## جمعیت
بر پایه سرشماری عمومی نفوس و مسکن در سال ۱۳۹۵ جمعیت این مکان ۴۸۴ نفر (۱۲۶خانوار) بوده‌است.